# Разбежкина, Марина Александровна
Марина Александровна Разбежкина (род. 17 июля 1948, Казань) — российский сценарист и кинорежиссёр.

## Биография и творчество
Марина Разбежкина родилась 17 июля 1948 года в Казани в семье интеллигентов.
В 1971 году окончила филологический факультет Казанского государственного университета.
Работала учительницей в сельской школе, журналистом ряда СМИ.
С 1986 года — сценарист документальных фильмов на Казанской студии кинохроники. С 1989 года — режиссёр документальных фильмов по собственным сценариям. В 1992—1998 годах преподавала историю и теорию визуальной культурыв Казанском университете.
В 2003 сняла первый игровой фильм «Время жатвы».
В 2003—2004 годах — преподаватель Университета Натальи Нестеровой (Москва).
В 2004—2005 годах — преподаватель факультета кино и телевидения в школе «Интерньюс».
В 2007 сняла второй игровой фильм «Яр» по одноимённой повести С. Есенина.
В 2008 году — член жюри фестиваля «Кинотавр».
С 2008 года преподаёт в Высшей школе журналистики ГУ-ВШЭ в творческой мастерской «Режиссура документального кино и документального театра», вместе с художественным руководителем Театр.doc — Михаилом Угаровым.
С 2009 года ежегодно проводит творческий конкурс документальных работ «Охота за реальностью». Победители получают право на бесплатное обучение в её мастерской.
Ученики Разбежкиной — основные участники фестиваля действительного кино «Кинотеатр.doc».

## Общественная позиция
В марте 2014 года подписала письмо «Мы с Вами!» КиноСоюза в поддержку Украины.
В 2018 году поддержала обращение Европейской киноакадемии в защиту заключенного в России украинского режиссера Олега Сенцова.
Подписала открытое письмо КиноСоюза против военного вторжения в Украину.

## Фильмография

### Режиссёр и сценарист
- 1990 — Буря мглою (документальный)
- 1990 — Дом (документальный)
- 1990 — И возлюби его в сердце своем (документальный)
- 1990 — Танцплощадка (документальный)
- 1991 — Конец пути (документальный)
- 1991 — Концерт по заявкам (документальный)
- 1991 — Успение (документальный)
- 1994 — Человек играет на трубе (документальный)
- 1995 — Странная свобода бытия (документальный)
- 1997 — Наследники Рая (документальный, видео)
- 1998 — Татьяна Шмыга (документальный, видео)
- 1999 — Сабантуй (в цикле Сто фильмов о Москве) (документальный, видео)
- 1999 — Славянские танцы (в цикле Сто фильмов о Москве) (документальный, видео)
- 2000 — 24 часа из жизни провинции (документальный, видео, сериал)
- 2000 — Чувствую, пора прощаться (в цикле Сто фильмов о Москве) (документальный, видео)
- 2001 — Война и мир. Фрагменты (документальный, видео)
- 2001 — Геннадий Айги (документальный, видео)
- 2001 — Жизнь — сапожок непарный (по книге Т. Петкевич, документальный, видео)
- 2001 — Подземка (в цикле Сто фильмов о Москве) (документальный, видео)
- 2001 — Хочется петь (документальный)
- 2002 — Просто жизнь (документальный)
- 2002 — Смотровая площадка (документальный, видео)
- 2003 — История моей семьи (документальный, телевизионный, сериал)
- 2003 — Марсель Марсо (документальный, видео)
- 2004 — Время жатвы (Россия)
- 2004 — Чужая страна (документальный, видео)
- 2005 — Каникулы (документальный, видео)
- 2007 — Яр (Россия)
- 2013 — Оптическая ось (документальный, видео)

### Сценарист
- 1986 — А у вас во дворе? (документальный) — автор сценария с В. Герасимовым
- 2000 — Большой театр (документальный, телевизионный, сериал)
- 2000 — Хроники русского террора (документальный, телевизионный, сериал)

### Продюсер
- 2012 — Алёхин (документальный)
- 2012 — Зима, уходи! (документальный)

## Признание и награды
Член Союза кинематографистов России, Гильдии неигрового кино и телевидения, Российской Академии кинематографических искусств «Ника», Европейской Академии киноискусства.
Премии на фестивалях:
- 1987 — МКФ в Лос-Анджелесе (Диплом, фильм «А у вас во дворе?»)
- 1987 — Премия МВД СССР (фильм «А у вас во дворе?»)
- 1992 — МКФ женского кино в Минске (Гран-при, фильм «Концерт по заявкам»)
- 2002 — Премия «Лавр» (За лучший короткометражный кинофильм, фильм «Просто жизнь»)
- 2003 — МКФ «Сильвердок» (Приз «Снежный глобус», фильм «Просто жизнь»)
- 2004 — КФ «Окно в Европу» в Выборге (Гран-при, фильм «Время жатвы»)
- 2004 — КФ русских фильмов в Онфлере (Приз за лучший дебют, фильм «Время жатвы»)
- 2004 — МКФ в Москве (Приз FIPRECSI, фильм «Время жатвы»)
- 2004 — МКФ в Москве (диплом Гильдии киноведов и кинокритиков России «За художественное раскрытие языческой природы тоталитарного мифа», фильм «Время жатвы»)
- 2004 — МКФ в Салониках (Приз «Серебряный Александр», Приз за художественный достижения, фильм «Время жатвы»)
- 2004 — МКФ в Чикаго (Приз «Золотой диск» «За сложное и поэтическое воплощение неоднозначного периода советской истории», фильм «Время жатвы»)
- 2004 — Премия «Золотой Овен» (За лучший дебют, фильм «Время жатвы»)
- 2005 — МКФ в Монфорте (Приз жюри, фильм «Время жатвы»)
- 2005 — МКФ в Тайбэе (Гран-при, фильм «Время жатвы»)
- 2005 — МКФ в Триесте (Гран-при за лучший полнометражный игровой фильм, фильм «Время жатвы»)
- 2005 — МКФ в Чонджу (Гран-при, фильм «Время жатвы»)
- 2005 — МФ фильмов о правах человека «Сталкер» в Москве (Спец. дипломы жюри, фильм «Каникулы»)
- 2006 — МКФ нового документального кино «Флаэртиана» в Перми (Приз кинокритиков и прессы «Большой серебряный Нанук», фильм «Чужая страна»)
- 2007 — МКФ «Русское Зарубежье» в Москве (Первое место в конкурсе документальных картин, фильм «Чужая страна»)
- 2008 — РКФ «Литература и кино» в Гатчине (Приз критики, фильм «Яр»)